# Zatmění Měsíce 15. června 2011

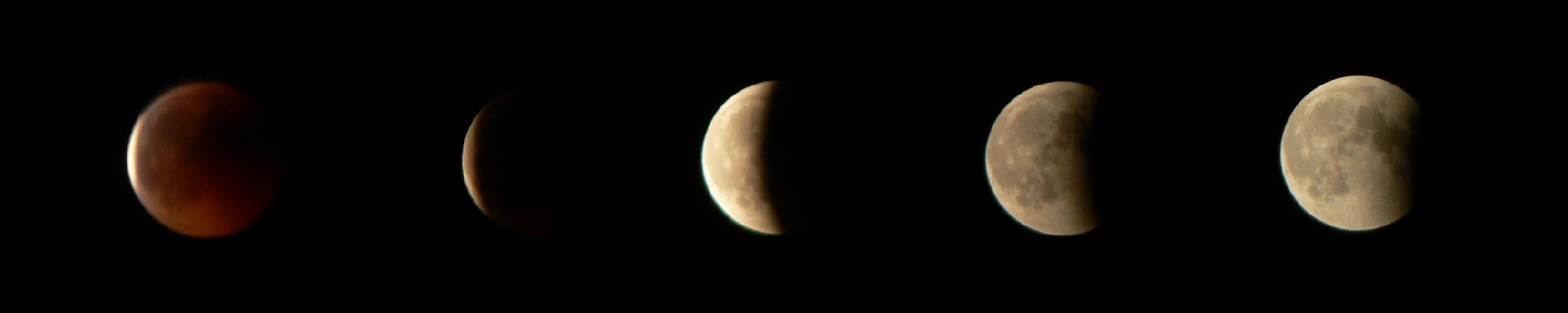
Průběh zatmění pozorovaný ze Sobotína, Česko

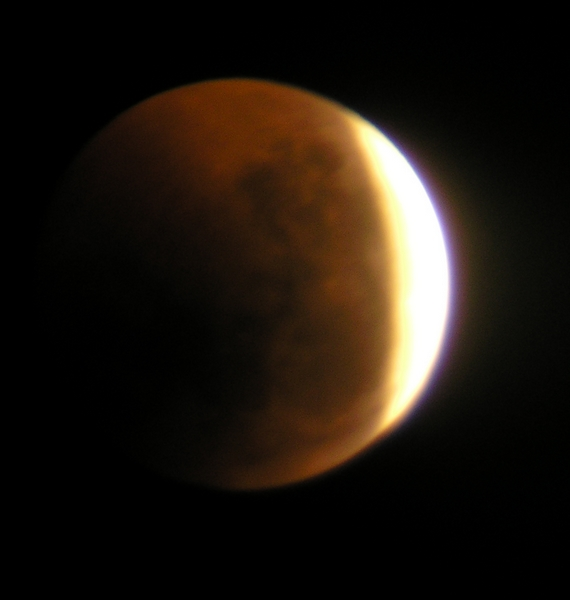
Úplné zatmění měsíce 15. června 2011 tak, jak bylo pozorováno z České republiky

Dne 15. června 2011 nastalo úplné zatmění Měsíce. Jednalo se o první ze dvou takových v tomto roce. Další nastalo 10. prosince 2011.
Jde o relativně vzácné zatmění, protože Měsíc prošel přímo středem zemského stínu. Naposledy se tak stalo 16. července 2000 a znovu k tomu došlo 27. července 2018.

## Galerie

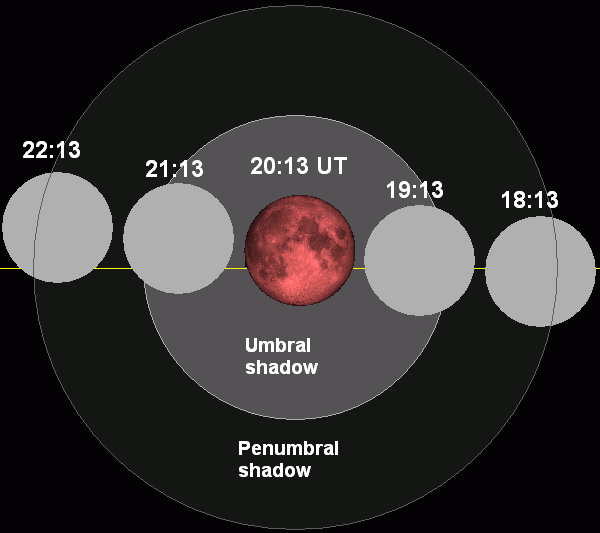
Časový průběh
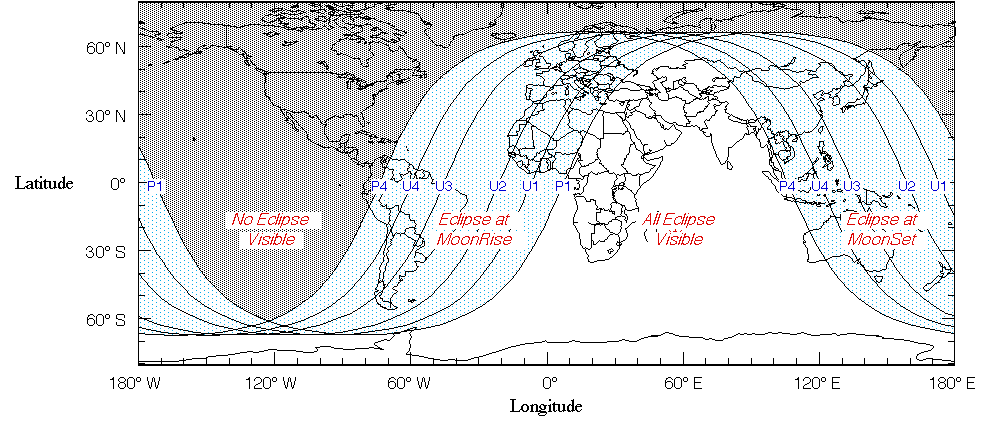
Viditelnost